# 佐久間昭

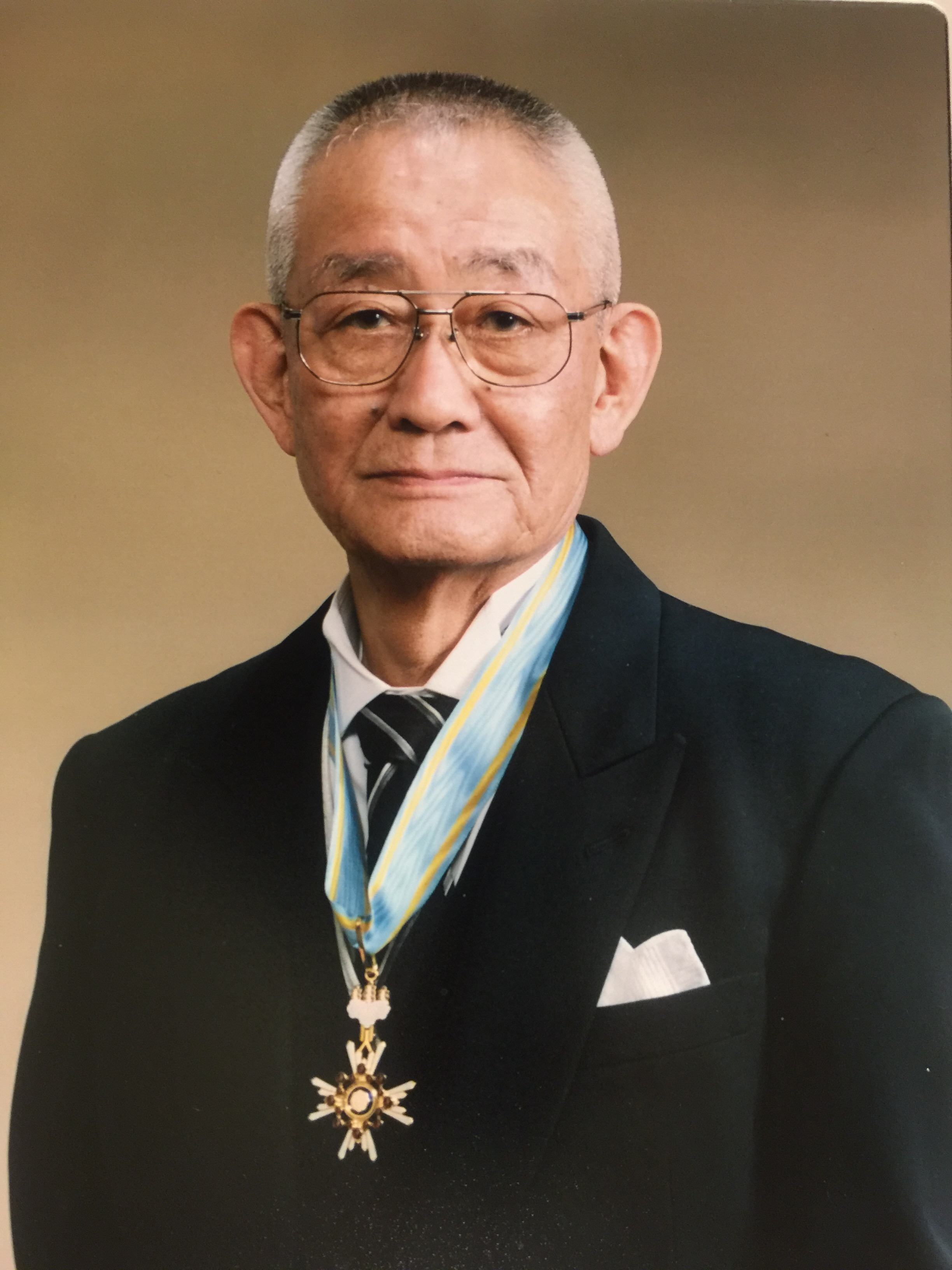

佐久間 昭（さくま あきら、1930年5月5日 - 2016年2月7日）は日本の臨床薬理学者。東京医科歯科大学の名誉教授の称号を受けている。専門は薬理学、臨床薬理学、薬効評価学、生物統計学、計量生物学。
1958年、フルブライト奨学生としてミシガン大学に留学。2010年春の叙勲で瑞宝中綬章を受ける。

## 略歴
埼玉県浦和市で生まれる。東京大学医学部薬学科卒業。同大学院化学系研究科修士課程修了後、ミシガン大学で薬理学を研究。1958年、東京大学大学院化学系研究科博士課程を修了、薬学博士を取得した。留学中に現地の大学院学生を対象に生物統計学の講義を担当、後に推論の多重性の研究などもまとめて「生物検定法」を著し、その後の「薬効評価I・II」：東大出版会で近代的手法を用いた生体データの解析法を網羅的に纏めた。履歴および業績は「Ceteris Paribusへの歩み（佐久間昭教授退官記念誌）」：サイエンティスト社'96 並びに、「佐久間昭の世界」 日本の薬効評価と生物統計学の歩み（医薬安全性研究会モノグラフシリーズ）に詳しい。
臨床薬理学会の設立に貢献する一方で計量生物学会の医薬分野の指導・振興に努めた。1984年のIBC開催にあたっては、林知己夫、後藤昌司とともに国際学会招聘に大きく貢献し、1989年～1992年には同学会長を務めた。佐久間と駒沢勉及び魚井徹で計量生物学会の安定運用・振興について相談し、1993年に計量生物セミナーを開始した。このメンバーであるから相談場所はドイツ料理の飲み屋であり、セミナーにはナイトセッションを付随することとした。セミナーでは当初、非劣性・優越性の問題、有用度評価の問題を討論した。このセミナーでは今も医薬分野の重要な話題についてグローバルな視点を交えた議論が続いている。
医薬品の有効性・安全性の評価体制、方法の開発並びに育成への貢献が大きい。医薬品の近代的評価法は日本では昭和42年の「基本方針」から始まる。これに先立ってアメリカでは品質・安全性にかかわる事件とサリドマイドの上陸阻止、それに続く薬事関連法改正が行われている。日本での医薬品評価方法は多くの袋小路に迷い込みながら発達したが、佐久間はこれらの是正に努めた。
佐久間の数多い冗談の一つに「3た」試験がある。これは、1942年までは「法華の太鼓をたたいた、雨が降った、故に太鼓が雨を降らせた」という論法に倣って「薬を飲んだ、病気が治った、故に薬が効いた」という論理を用いていた－このことを揶揄したものである。佐久間は砂原茂一、増山元三郎、高橋晄正とともに「自然治癒⇔対照群」、「個体差⇔無作為化」、「自覚的偏り⇔盲検化」、「誤差⇒統計学」という整理を行った。これは日本が欧米に対して誇れる論点である。対照的に、日本で比較試験について一通りの理解が得られたのは基本方針から10年以上も経過してからである。
逐次検定法、ノンパラメトリック推測法、クロスオーバーデザイン、一般線形推測法、2値データ解析、順序分類データ解析、生命表法、生体内薬物動態学（PK）、一般化線形推測法、尺度構成法など、目まぐるしく発展する医薬統計領域を紹介し、薬効評価I,IIにまとめた。
砂原・増山・高橋とともに日科技連で統計入門セミナー(コース修了生約4,500名、2016年2月現在)を始め、これが現在の日本の数百名に及ぶ生物統計家のリソースとなった。このセミナーは現在も続いている。日科技連で別途上級者コースとしてBIOS（コース修了生約1,500名、2016年2月現在）を楠正、大橋靖雄、魚井徹と開始し、両研修コースは吉村功、大橋靖雄他製薬企業の統計家たちによって継続されている。

## 主要著書
- 生物検定法
- 薬効評価Ｉ、薬効評価Ⅱ

## 薬効評価への貢献
- 近代的薬効評価法の確立
- 薬事規制制度の確立
- 医薬産業の統計家の養成
- 新しい統計解析法の普及啓発
- 医薬品評価における重要概念の規定

## 参考資料
- 東京医科歯科大名誉教授の佐久間昭さん死去：朝日新聞デジタル http://www.asahi.com/articles/ASJ285S6SJ28ULBJ00Z.html
- Amazon.co.jp: 佐久間 昭: 本 https://www.amazon.co.jp/%E6%9C%AC-%E4%BD%90%E4%B9%85%E9%96%93-%E6%98%AD/s?ie=UTF8&page=1&rh=n%3A465392%2Cp_27%3A%E4%BD%90%E4%B9%85%E9%96%93%20%E6%98%AD
- 佐久間 昭の世界 - Latin 390 http://latin390.umin.jp/sekai.htm
- 佐久間昭の世界 日本の薬効評価と生物統計学の歩み （医薬安全性研究会モノグラフシリーズ） http://honto.jp/netstore/pd-book_01334548.html
- 歴代役員 - 日本計量生物学会 http://www.biometrics.gr.jp/about/former_organization.html
- 学会賞受賞者 - 日本計量生物学会 http://www.biometrics.gr.jp/about/winner.html
- 「Ceteris Paribusへの歩み（佐久間昭教授退官記念誌）」：サイエンティスト社’96